# Morti nel 1244
| Questa pagina contiene informazioni ricavate automaticamente dalle voci biografiche con l'ausilio del template Bio e di un bot. L'aggiornamento è periodico e automatico e ricostruisce completamente la pagina. Se manca una persona in questa lista, sei pregato di non aggiungerla, ma accertati piuttosto che la sua voce biografica contenga il template Bio e che i dati anagrafici siano correttamente compilati. Se il template Bio manca, inseriscilo tu stesso o, in alternativa, metti l'avviso {{tmp\|Bio}} che ne segnala la mancanza. Se i dati riportati sono sbagliati, correggi direttamente la voce biografica; le modifiche saranno visibili in questa lista entro pochi giorni. Per chiarimenti vedi il progetto biografie. La lista contiene solo le 18 persone che sono citate nell'enciclopedia e per le quali è stato implementato correttamente il template Bio. Pagina aggiornata al 18 ago 2025. |

- 1º febbraio - Ralph Neville, vescovo e politico inglese
- 1º marzo - Gruffydd ap Llywelyn Fawr, nobile gallese
- 19 marzo - Isnardo da Chiampo, religioso italiano
- 1º aprile - Ottone II di Ravensberg, nobile tedesco
- 4 maggio - Teodosia Mstislavna, nobile russa
- 25 giugno - Jacopo da Pecorara, cardinale italiano
- 25 luglio - Salinguerra II Torelli, nobile e politico italiano (n. 1164)
- 24 agosto - Atanasio II di Gerusalemme, arcivescovo ortodosso bizantino
- 3 settembre - Guala de Roniis, vescovo cattolico italiano
- 5 dicembre - Giovanna di Costantinopoli, contessa
- Aimone da Faversham, religioso inglese
- Burcardo d'Avesnes, nobile fiammingo (n. 1180)
- Oberto Catena, vescovo cattolico italiano
- Giovanni Comneno Ducas, sovrano bizantino
- Eleonora di Castiglia, sovrana spagnola (n. 1202)
- Manfredo III di Saluzzo, nobile italiano (n. 1204)
- Muhammad ibn Abd Al-Haqq, sultano (n. 1202)
- Saionji Kintsune, militare giapponese (n. 1171)